# Jörg Hornik

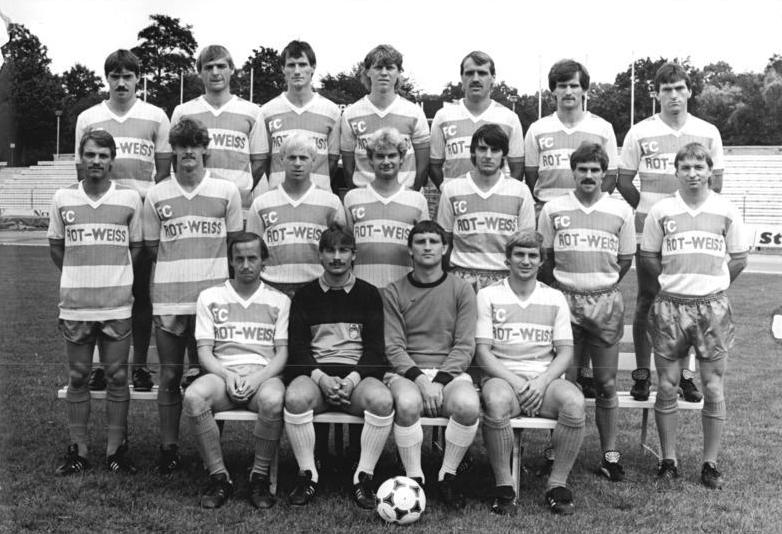
Jörg Hornik (vorner Reihe, erster von links) mit FC Rot-Weiß Erfurt im Jahr 1986

Jörg Hornik (* 13. November 1957 in Ingersleben) ist ein ehemaliger deutscher Fußballspieler. Von 1976 bis 1988 spielte er für den FC Rot-Weiß Erfurt in der DDR-Oberliga, der höchsten Spielklasse im DDR-Fußball. Hornik ist mehrfacher Juniorennationalspieler und spielte ebenfalls für die DDR-Olympiaauswahl.

## Sportliche Laufbahn
Mit neun Jahren wurde Hornik 1967 in die Kindermannschaft des FC Rot-Weiß Erfurt aufgenommen. Als Juniorenspieler bestritt er 1976 vier Länderspiele mit der DDR-Juniorennationalmannschaft, in denen er als Stürmer eingesetzt wurde. Im Laufe der Saison 1974/75 bestritt er in der 2. Mannschaft des FC Rot-Weiß in der zweitklassigen DDR-Liga sein erstes Spiel im Männerbereich. Da die Mannschaft am Saisonende absteigen musste, spielte Hornik mit ihr 1975/76 in der Bezirksliga.
Zur Spielzeit 1976/77 wurde der 1,76 Meter große Hornik für die Oberligamannschaft der Erfurter gemeldet. Trainer Gerhard Bäßler setzte ihn bereits im 1. Punktspiel ein, wo Hornik im Auswärtsspiel bei der BSG Sachsenring Zwickau als Linksaußenstürmer spielte. Im weiteren Saisonverlauf war er jedoch bei seinen folgenden 15 Oberligaspielen überwiegend Einwechselspieler, kam aber bereits auf vier Torerfolge. Bis 1981 kam Hornik über die Rolle des Ersatzspielers nicht hinaus, nach seiner Debütsaison kam er in den folgenden vier Spielzeiten nur 36-mal in 104 ausgetragenen Oberligapunktspielen zum Einsatz.
Im Mai 1981 wurde Hornik für 18 Monate zum Wehrdienst in der Nationalen Volksarmee eingezogen. Er konnte weiter bei der Armeesportgemeinschaft Vorwärts Neubrandenburg in der DDR-Liga Fußball spielen. Er entwickelte sich zum Stammspieler und bestritt bis Anfang November 1982 alle 29 Punktspiele. In der Saison 1981/82 wurde er 15 Treffern Torschützenkönig der Neubrandenburger und der Liga-Staffel A.
Im November 1982 kehrte Hornik wieder zum FC Rot-Weiß Erfurt zurück, wo er von den restlichen 16 Oberligaspielen 14 Begegnungen absolvierte und mit vier Toren weiterhin seine Treffsicherheit bewies. Bis zum Ende der Saison 1987/88 behauptete er einen Stammplatz als Stürmer in der Oberligaelf. In diesen fünf Spielzeiten mit insgesamt 130 Punktspielen bestritt Hornik 116 Partien und war bis auf seine letzte Erfurter Saison stets mit Toren erfolgreich. Noch in seiner letzten Spielzeit 1987/88 versäumte er als 31-Jähriger nur ein Punktspiel. Damit kam er für den FC Rot-Weiß Erfurt auf 184 Oberligaeinsätze und 27 Tore. Im April 1983 wirkte Hornik in einem Testspiel der DDR-Olympiaelf gegen die sowjetische Olympiamannschaft (1:3) mit.
Hornik wechselte zur Saison 1988/89 zum DDR-Ligisten BSG Motor Weimar, bei der er bis 1991 79 von möglichen 98 Zweitligaspielen bestritt. 1988/89 war er mit zehn Meisterschaftstoren erneut Torschützenkönig seiner Mannschaft. Seine Fußballerlaufbahn beschloss Hornik beim FSV Sömmerda.